# 휘청거리는 오후 (드라마)
《휘청거리는 오후》는 1984년 10월 28일에 MBC TV에서 방영되었던 베스트셀러극장이다.

## 줄거리
허성(전운)은 소년공들을 고용한 조그만 공장을 운영하는 50대의 가장이다. 그에게는 제각기 다른 사고방식을 펼치면서 살아가는 세 딸이 있다.
큰 딸 초희(김해숙)는 대학 졸업 후 은행에 근무하면서 돈많은 남자가 나타나기를 기다린다. 어느 날 안면이 있는 지인이 부잣집 남자 조광욱(심양홍)을 소개하는데...
주영중이 감독하고 최불암, 사미자, 김추련, 김형자 등 주연으로 1979년에 같은 제목으로 영화화 되었던 작품이기도 하다.

## 출연
- 전운
- 김용림
- 김해숙
- 심양홍
- 최명길
- 최상훈
- 나종미
- 김주승
- 이창환
- 전인택
- 정희선
- 김명희
- 김성찬
- 이경순
- 김기일
- 최병학
- 나성균
- 박경순
- 김애경
- 김석옥
- 김동현
- 문회원
- 최찬호
- 이정훈
- 김도연